# Vuelta a España 2025/17. Etappe
Die 17. Etappe der Vuelta a España 2025 findet am 10. September 2025 statt und endet mit der neunten Bergankunft der 80. Austragung des spanischen Etappenrennens. Die Strecke führt von O Barco de Valdeorras über 143,2 Kilometer auf die Alto de El Morredero, wo sich das Ziel auf einer Höhe von 1750 Metern befindet. Nach der Zielankunft werden die Fahrer insgesamt 2723,5 Kilometer absolviert haben, was 85,4 % der Gesamtdistanz der Rundfahrt entspricht.

## Streckenführung
Nach dem Start in O Barco de Valdeorras führt die Strecke zunächst auf der N-120 in Richtung Nordosten, wobei eine nicht-kategorisierte Steigung befahren werden muss. Nach rund 20 Kilometern erreichen die Fahrer Toral de los Vados, ehe es über Cacabelos bergauf nach Ocero geht. Nach der anschließenden Abfahrt beginnt die Straße in Vega de Espinareda erneut zu steigen, wobei wenig später das östliche Berlanga del Bierzo erreicht wird. Der erste kategorisierte Anstieg folgt jedoch erst in der zweiten Rennhälfte mit der Steigung des Paso de las Traviesas (975 m), die über Toreno befahren wird. Dieser weist auf einer Länge von 7,8 Kilometer eine durchschnittliche Steigung von 4,1 % auf und wird nach 75,1 Kilometern als Bergwertung der 3. Kategorie überquert. Nun dreht die Fahrtrichtung gen Süden und die Strecke führt leicht abschüssig vorbei an Bembibre nach Ponferrada, wobei zwei kurze Wellen beim Embalse de Bárcena überwunden werden müssen. In Ponferrada wird nach 116,2 Kilometern der einzige Zwischensprint ausgefahren, der zugleich als Bonussprint dient.
Nun folgen die letzten 27 Kilometer, die fast ausschließlich bergauf zum Ziel führen. Dabei nutzen die Fahrer zunächst die LE-158/4, ehe sie auf einer kleinen Nebenstraße über Valdefrancos, San Clemente de Valdueza und Peñalba de Santiago kurz vor dem Ziel zu der Kreuzung mit der LE-CV-192/21 gelangen. Nach anfänglich moderaten Steigungsprozenten beginnt der offizielle Schlussanstieg jedoch erst 8,8 Kilometer vor dem Ziel nach einem kurzen Flachstück beim Cascada de Agua. Von hier führen elf Kehren auf einer schmalen Straße zur Alto de la Cruz, wobei die Straße für 5 Kilometer mit mehr als 10 % ansteigt. Auf den verbliebenen 3,8 Kilometern, die auf der LE-CV-192/21 absolviert werden, folgen durchschnittliche Steigungsprozente von rund 7 %. Insgesamt weist der Schlussanstieg eine durchschnittliche Steigung von 9,7 % auf und gilt als Bergwertung der 1. Kategorie. Das Ziel befindet sich auf der Alto de El Morredero unterhalb des Puerto Alto Llano las Ovejas auf einer Höhe von 1750 Metern.
|                            | Ort                   | Kilometer | Länge (km) | Höhe (m) | Ø Steigung |
| -------------------------- | --------------------- | --------- | ---------- | -------- | ---------- |
| Start                      | O Barco de Valdeorras | 0,0       |            |          |            |
| Bergwertung (3. Kategorie) | Paso de las Traviesas | 75,8      | 7,8        | 975      | 4,1 %      |
| Zwischensprint             | Ponferrada            | 116,2     |            |          |            |
| Bonussprint                | Ponferrada            | 116,2     |            |          |            |
| Bergwertung (1. Kategorie) | Alto de El Morredero  | 143,2     | 8,8        | 1750     | 9,7 %      |
| Ziel                       | Alto de El Morredero  | 143,2     |            |          |            |

## Ergebnis
| \| Etappenergebnis \| Etappenergebnis \| Etappenergebnis \| Etappenergebnis \| Etappenergebnis \| \| Fahrer \| Fahrer \| Land \| Team \| Zeit \| \| --------------- \| --------------- \| --------------- \| --------------- \| --------------- \| |        |      |      |      |
| |        |      |      |      |
| Quelle: ProCyclingStats |        |      |      |      |
| Etappenergebnis |        |      |      |      |
| Fahrer | Fahrer | Land | Team | Zeit |

## Gesamtstände
| \| Gesamtwertung \| Gesamtwertung \| Gesamtwertung \| Gesamtwertung \| Gesamtwertung \| \| Fahrer \| Fahrer \| Land \| Team \| Zeit \| \| ------------- \| ------------- \| ------------- \| ------------- \| ------------- \| |        |      |      |      |
| |        |      |      |      |
| Quelle: ProCyclingStats |        |      |      |      |
| Gesamtwertung |        |      |      |      |
| Fahrer | Fahrer | Land | Team | Zeit |

| Punktewertung | Punktewertung | Punktewertung | Punktewertung | Punktewertung |
| Fahrer        | Fahrer        | Land          | Team          | Punkte        |
| ------------- | ------------- | ------------- | ------------- | ------------- |

| Bergwertung | Bergwertung | Bergwertung | Bergwertung | Bergwertung |
| Fahrer      | Fahrer      | Land        | Team        | Punkte      |
| ----------- | ----------- | ----------- | ----------- | ----------- |

| Nachwuchswertung | Nachwuchswertung | Nachwuchswertung | Nachwuchswertung | Nachwuchswertung |
| Fahrer           | Fahrer           | Land             | Team             | Zeit             |
| ---------------- | ---------------- | ---------------- | ---------------- | ---------------- |

| Mannschaftswertung | Mannschaftswertung | Mannschaftswertung | Mannschaftswertung |
| Team               | Team               | Land               | Zeit               |
| ------------------ | ------------------ | ------------------ | ------------------ |